# Vondelmolen
Vondelmolen N.V. is een Belgisch voedingsbedrijf dat vooral bekend is als producent van peperkoek, welke sinds 2016 door de VLAM erkend is als streekproduct.
Het hoofdkantoor, waarvan de basis gevormd wordt door een voormalige molen aan de Vondelbeek, staat in het Oost-Vlaamse Lebbeke.

## Geschiedenis

### 1867 - 1914
Het bedrijf is opgericht in 1867, toen de familie Borms de Vondelmolen, een stenen windmolen gelegen aan de Vondelbeek in Lebbeke, kocht. Deze van oorsprong graanmolen werd door Vondelmolen als olieslagmolen gebruikt voor het winnen van olie uit zaden en pitten.
Kort voor de aanvang van de Eerste Wereldoorlog kocht het bedrijf een stoommachine waardoor de productie opgevoerd kon worden. Tevens werd extra grond aangekocht om meer ruimte te verkrijgen voor de gewenste uitbreidingen. De olieslagmolen kreeg een functie als opslagplaats.

### 1914 - 1945
De Eerste Wereldoorlog brak uit en in 1915 werd het bedrijf door de Duitsers nagenoeg geheel verwoest en platgebrand. Alleen de molen bleek de brand overleefd te hebben. Met hulp van een bevriend bedrijf uit Wieze werd het bedrijf weer langzaam opgebouwd en ging zich toeleggen op bakkerij grondstoffen en producten. Het bedrijf startte, mede door een huwelijk tussen Louis Borms en Gabrielle Vincke, samenwerkingsverband met de bakkersfamilie Vincke.
Men besloot zich meer toe te leggen op bakkerijproducten en peperkoek, speculaas en beschuit werden aan de productie toegevoegd. Het bedrijf telde in die tijd circa 20 werknemers. Verdere groei zorgde in de jaren dertig voor investeringen in grotere ovens en vrachtwagens voor het transport van de producten.
Vlak voor de Tweede Wereldoorlog werd de samenwerking beëindigd na onenigheid over een grotere invloed / inbreng van de familie Vincke in het bedrijf. De familie Borms bleef met Vondelmolen de peperkoek en speculaas produceren en bakker Vincke besloot zich meer te richten op beschuit en paneermeel.

### 1945- 2013

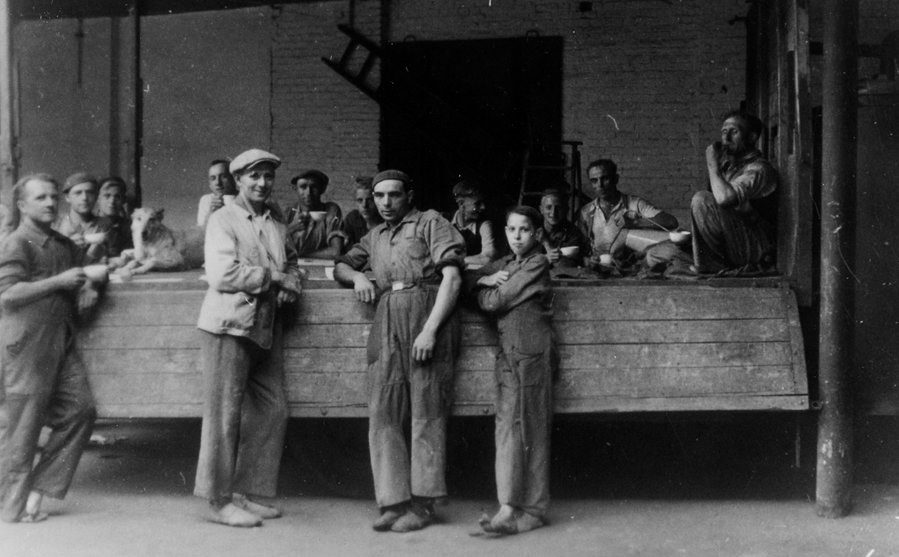
Het personeel van Vondelmolen gedurende de Tweede Wereldoorlog

Tijdens de oorlog stagneerde de aanvoer van grondstoffen en liep de productie sterk terug. Directeur Louis Borms overleed in 1942 en zijn echtgenote Gabriëlle Vincke nam de bedrijfsleiding over. Onder haar leiding werd in de jaren daarna een begin gemaakt van de eerste automatiseringen van de productieprocessen. Hierdoor werd een grotere productiecapaciteit gerealiseerd en daardoor kon het bedrijf eind het eind van de jaren 50 ook voor groothandels en supermarkten de peperkoek produceren. Deze veranderingen gingen samen met overnames in de jaren 60 van tientallen peperkoekbakkerijen waardoor het bedrijf een enorme groei qua productie en export doormaakte.
In 1984 werd de nog resterende molenromp afgebroken en volgde de overname van Couque Dinant in 1984 en Smets-Lido in 1988. Ondertussen werd het bedrijf verder geleid door de vijfde generatie van de familie Borms en bestond het assortiment uit van 20-tal variëteiten van smaken en verpakkingen.

### 2013 - heden

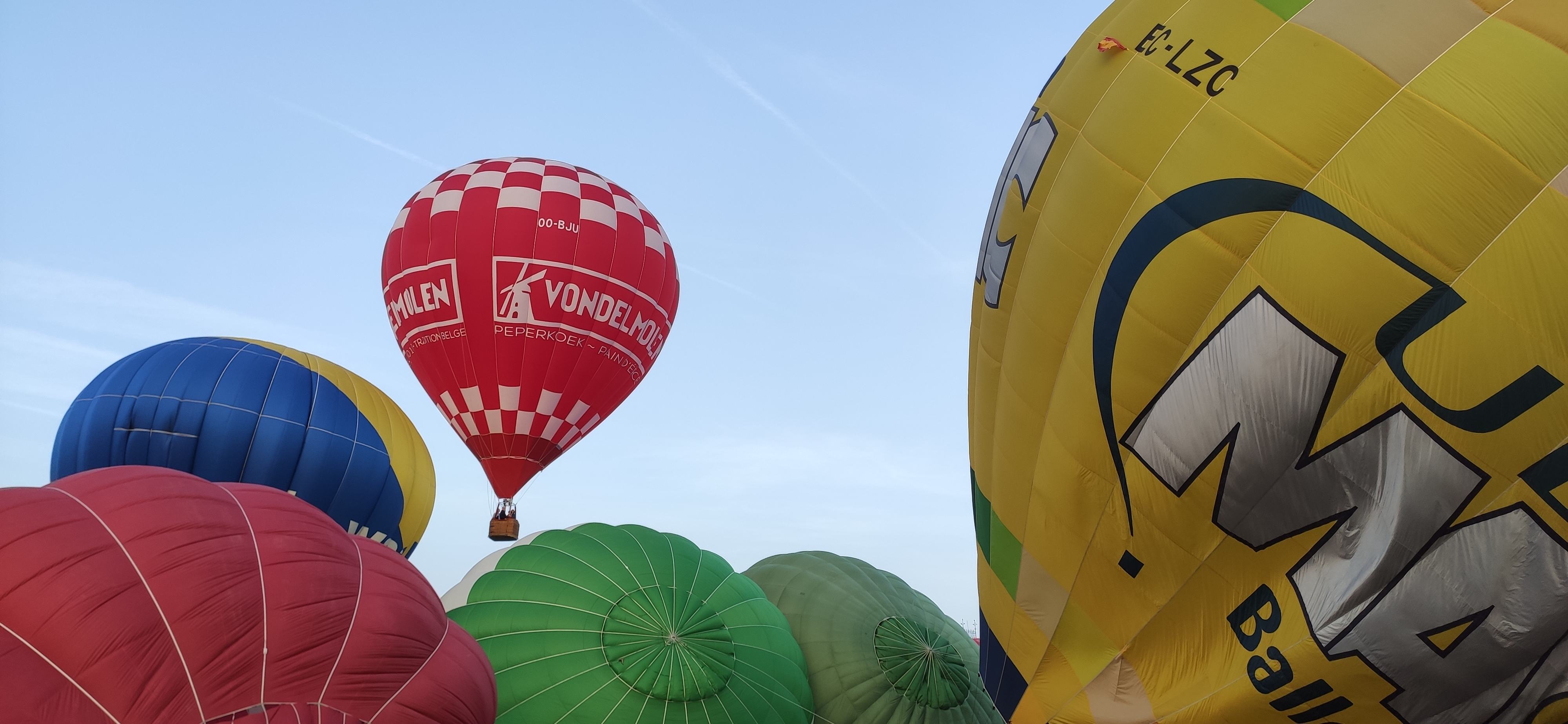
Een luchtballon met reclame van Vondelmolen tijdens de Vredefeesten in Sint-Niklaas.

In 2013 vond een verandering plaats in het eigenaarschap/directie. Verschil van visie leidde tot het uitkopen van Leo Borms door zijn broer Jan.

In 2017 werd het bedrijf verrast door de aankondiging van het bezoek van Koning Filip aan het bedrijf vanwege het 150-jarig bestaan. Een jaar later kwam het bedrijf in het nieuws nadat het bekend maakte dat het voor twee miljoen aan investeringen ging doen voor de productielocatie in Lebbeke. Het betrof modernisering van de ovens, installatie van nieuwe tanks en machines en vernieuwing van de inpaklijn.
In 2021 nam het de enige overgebleven Belgische concurrent De Vreese-Van Loo over, inclusief goed bewaard gebleven recepturen. Het bedrijf telt anno 2022 circa 90 werknemers en is de grootste peperkoekbakker van België.